# André-César Vermare
André-César Vermare,(Lyon, 1869 -Bréhat, 1949) es un escultor francés; ganador del Premio de Roma en 1899, su obra más conocida es la de Juana de Arco

## Datos biográficos
Su padre el escultor Pierre Vermare(1835-1906 ), tuvo dos hijos André-César y Frédéric. Ambos siguieron los pasos de su padre dedicándose a la escultura.
Alumno de la ENSBA en París.
En 1899 ganó el Premio de Roma de escultura con el bajorrelieve en yeso de La douleur d'Adam et Eve devant le cadavre d'Abel
Permanece pensionado en la Villa Médici de Roma en el periodo comprendido entre 1899 y 1903
Tras sus exitosos estudios en París y Roma, regresa a Lyon, donde se establece como escultor. Desde allí llevará a término muchos encargos para toda Francia.

## Obras
Entre las mejores y más conocidas obras de André-César Vermare se incluyen las siguientes:
- La douleur d'Adam et Eve devant le cadavre d'Abel - El dolor de Adam y Eva ante el cadáver de Abel (1899) conservado en la Ecole Nationale Supérieure des Beaux-Arts de París[2]

- Education de la Vierge -educación de la virgen[4] Saint-M'Hervé iglesia Saint-Eloi

- Suzanne (1905)[5] mármol, en el Museo de Orsay (RF 1419)  (enlace roto disponible en Internet Archive; véase el historial, la primera versión y la última).  (enlace roto disponible en Internet Archive; véase el historial, la primera versión y la última).  (enlace roto disponible en Internet Archive; véase el historial, la primera versión y la última).[6]

Se realizó una copia a media escala para el museo del viejo castillo de Nemours y también se hizo una serie de porcelanas en Sèvres.
- Jeune femme assise - joven mujer sentada (anterior a 1935)  (enlace roto disponible en Internet Archive; véase el historial, la primera versión y la última). terracota en el castillo-museo de Nemours

- estatua de Sainte Germaine en la iglesia Saint-André en Saint-André-en-Vivarais (Ardèche- Rhône-Alpes[7]

- Pierrot  (enlace roto disponible en Internet Archive; véase el historial, la primera versión y la última). terracota en el castillo-museo de Nemours

- Medallón : Ernest Marché, artista pintor (1933) relieve en mármol en el castillo-museo de Nemours  (enlace roto disponible en Internet Archive; véase el historial, la primera versión y la última).

- Estatua de saint Jean; iglesia Saint-MichelNeewiller-près-Lauterbourg; Bas-Rhin ;Alsace

- Trabaja en la decoración del ayuntamiento y el presbiterio de Frans (Ain); realizando muebles y estatuas junto a su padre, al decorador Barberin y a la pintora Francisca Cottin[8]

- Monumento a la memoria de Ampère, yeso, retrato en busto, expuesto en el Salón de 1909, adquirido por el estado en el museo de Lyon, Rhône;[9] la obra en yeso sufrió daños durante una inundación en 1910 estando en depósito del estado; fue repuesta por el artista[10]

- Monumento de Notre Dame de la Salette, escultura fundida en hierro, virgen en pie con corona y el niño tal como se apareció a dos jóvenes pastores: Mélanie Calvat y Maximin Giraud en 1846; en Vernines (Puy-de-Dôme) La obra originalmente modelada por Pierre Vermare, fue fundida en la fábrica de la familia e instalada en su actual localización en 1955.[11]

### Serie del Ródano y el Saona
Sobre la temática de Le Rhone et la Saone- El Ródano y el Saona realizó las siguientes piezas:
Primer relieve en yeso, alto relieve -expuesto en el Salón de 1902 (núm. 2917),
Cabeza del Ródano (1902) también modelada en yeso, de mayor tamaño que el natural, conservada en el Museo de la Santa Cruz (SECT 130) Poitiers
relieve de Le Rhone et la Saone- El Ródano y el Saona en escayola, dimensiones: 58 cm de alto y 133 × 33 cm conservado en el museo Sainte-Croix en PoitiersSe trata del modelo original para el tercer proyecto de edición de lujo del Ródano y el Saona,
de esta serie temática fue un bajo relieve de mármol para el Salón de 1905 (No. 3699), que se instaló posteriormente en la escalera del palacio de Comercio de Lyon en julio de 1907,

### Las Juanas de Arco
- Jeanne d'Arc -Juana de Arco, estatua en bronce sobre peana de mármol,[15] dimensiones: 96 cm de alto y 24 × 23,7 cm conservada en el museo Louis-Philippe[16] en Eu

- estatua de Juana de Arco en la iglesia parroquial de Notre-Dame y Saint-Blaise; Châtillon-Coligny

- Orléans, catedral de la Sainte-Croix, 1912, estatua en la capilla de santa Juana de Arco, Juana de Arco guerrera[17]

- Lachaux, iglesia Saint-Bonnet[18]

- Vielle-Soubiran, iglesia Saint-Jean-Baptiste[19] yeso policromado.

- Sainte Jeanne d'arc, (anterior a 1925) más grande que el natural; realizada en yeso en la fábrica Vermare, junto a una estatua de Sainte Bernadette Soubirous vestida de pastora, ambas en Saint-Pé-de-Bigorre[20]

- Juana de Arco en la iglesia Saint-André de Renac (Ille-et-Vilaine- Bretagne) escayola pintada, de altura 103 cm, realizada en París[21]

- Juana de Arco de la iglesia de Notre-Dame en Angles (Alpes-de-Haute-Provence- Provence-Alpes-Côte d'Azur)[22]

- Juana de Arco de la iglesia de Notre-Dame de Nazareth en Valréas (Vaucluse- Provence-Alpes-Côte d'Azur)[23]
- Juana de Arco en bronce en la iglesia de Notre-Dame y Saint-Blaise en Montbouy (Loiret - Centre)[24]

### El cura de Ars
Una de sus esculturas representativas y que también ha sido muy reproducida es la del cura de Ars: san Juan María Vianney
- saint Curé d'Ars (Jean Marie Vianney), 1926 ;iglesia Saint-Denis en Sainte-Adresse (Seine-Maritime) escayola[25]
- otro saint Curé d'Ars (Jean Marie Vianney) en Châtillon, Hauts-de-Seine; Ile-de-France[26]
- estatua de saint Vianney, hacia 1905, bronce y mármol, Vaux-sur-Aure (Calvados), en la iglesia de Saint-Aubin[27]

- estatua de saint Jean Marie Vianney, más pequeña que el natural,; Grillon, Vaucluse[28]

- Junto a F. M. Bernard y N. M. Roux realiza la decoración de la iglesia parroquial de Saint-Laurian en Bellerive-sur-Allier. Se trata de seis estatuas más pequeñas que el natural, de sainte Anne, saint Antoine de Padoue, le curé d' Ars, saint Joseph, sainte Thérèse de Lisieux[29]

- el cura de Ars, escultura iglesia Saint-Jean-Baptiste Chanac (Lozère- Languedoc-Roussillon[30]

### Mobiliario de diferentes iglesias de Francia
Desde su taller en Lyon Vermare distribuyó por todo el país sus esculturas. Sobre todo para la decoración de iglesias en los pueblos. La lista no es completa
- Junto a Charles Jean Cléophas Desvergnes, Marcel Marron y su padre Pierre trabaja en el mobiliario de la iglesia Saint-Martin en Vernantois (Jura)[32]

- Colabora con orfebres y escultores (Ch. Barbarin) en los diseños para parte de las 12 esculturas de la iglesia Sainte-Marie-Madeleine en Réauville, (Drôme - Rhône-Alpes) con 12 esculturas.[33]

- Trabaja junto a Jean Julien Hérault y el marmolista Delande en la realización de la decoración para la iglesia del monasterio benedictino de Notre-Dame-du-Roc en Montautour[34]

- Mobiliario de la iglesia del priorato, actualmente iglesia parroquial Saint-André, en Sail-sous-Couzan (Loire - Rhône-Alpes)[35]

- Mobiliario de la iglesia parroquial Saint-Pierre, en Arradon (Morbihan - Bretagne)[36]

- Mobiliario de la iglesia parroquial Saint-Julien, en Le Havre (Seine-Maritime - Haute-Normandie)[37]

- Mobiliario de la iglesia parroquial Notre-Dame, en Saugnacq-et-Muret (Landes - Aquitaine)[38]

- Viacrucis para la iglesia de Saint-Cyr (Ardèche).[39]